# Metoh
Metoh ili metochi ( grčki : μετόχιον  ; ruski : подворье (podvorie) ; srpski : podvorje ; romanizirano : metóchion ) je crkveno veleposlanstvo u Pravoslavnoj crkvi. Obično je to crkveni objekt jedne autokefalne ili autonomne crkve koja ima svoje predstavništvo u drugoj pomjesnoj crkvi. Izraz se također koristi za označavanje župe (ili ovisnosti) samostana ili patrijarha.

## Metochion (podvorje) kao crkveno veleposlanstvo
U prvom slučaju, lokalna teritorijalna pomjesna crkva daje zemljište ili crkvenu zgradu za upotrebu sestrinske autokefalne strane crkve koja je tu onda zastupljena, a tada se smatra da mjesto kanonski pripada stranoj crkvi. Službe se tamo održavaju na jeziku primjerenom crkvi koju predstavljaju, a kongregaciju često čine imigranti ili posjetitelji iz nacije povezani s tom crkvom. Prisutnost metohiona, dakle podvorja kao predstavništva jedne pomjesne crkve na teritoriju neke druge autokefalne crkve obično je ograničena na samo nekoliko župa.

## Druga značenja
Metoh ili metohija (grč. metokhé: dioništvo, zajednica; zajedničko dobro), u srednjovjekovnoj Srbiji (u srpskom agrarnom pravu), zemlja ili posjed što ga drži neka crkva ili manastir. Posjed koji se daruje crkvi ili manastiru postaje metohija. Isprva se metohijom nazivala naseobina kaluđera koji su obrađivali manastirsku zemlju. Ujedno se tim nazivom označavalo pojedino selo ili skup više sela, te manji manastir darovan ili podčinjen većem. Metohija je katkada skupno ime i za ljude koji žive na manastirskom ili crkvenom dobru. Metohija hotčka dala je ime potonjem području Metohije. - Metoh u užem smislu znači i upravno središte jedne metohije. (HE, ELZ, ARJ)
U feudalnoj Srbiji ktitori su neke crkve ili manastire prilagali većem manastiru i stavljali ih pod njegovu vlast, čime su se stvorila crkvena vlastelinstva, metohije, kojima je često pripadalo i više sela. Naročito su bili bogati veći vladalački manastiri jer su posjedovali po dvije ili više metohija na različitim stranama, znatno udaljenim od samog centralnog manastira. Metohijom je upravljao naročito određen kaluđer-ekonom, koji je imao i razne svjetovne pomoćnike za upravne, sudske, vojne i financijske poslove, u cilju i da se ekonomski eksploatiraju imanja i da se narod, kojim se na taj način upravljalo, koristi u političke i vojne svrhe. Naziv se u najnovije vrijeme odnosio na svako imanje udaljeno od manastira kojem je pripadalo. (MEP)